# Symbiontida
Symbiontida – grupa protistów należących do supergrupy Euglenozoa. Należą tu dwa gatunki, które zostały scharakteryzowane na poziomie molekularnym i filogenetycznym: Calkinsia aureus i Bihospites baccati, oraz niescharakteryzowany jeszcze na poziomie filogenetycznym gatunek Postgaardi mariagerensis, który wykazuje podobieństwo do wcześniej wymienionych pod względem budowy swojej komórki.
Występują także środowiskowe sekwencje DNA wykazujące pokrewieństwo z wymienionymi wyżej gatunkami, co oznacza, że najprawdopodobniej istnieją jeszcze inne gatunki czekające na formalne opisanie.

## Budowa komórki i tryb życia
Symbiontida żyją w niskotlenowych lub beztlenowych środowiskach morskich; Calkinsia aureus i Bihospites baccati żyją w osadach dennych, a Postgaardi mariagerensis w toni wodnej. Ta grupa różni się od innych Euglenozoa szczególnymi cechami układu szkieletowego, związanymi z aparatem pokarmowym (cytostomem) oraz symbiotycznymi związkami z bakteriami epibiotycznymi (czyli żyjącymi na powierzchni ciała gospodarza).
Owe bakteryjne symbionty w kształcie pręcików tworzą niejednorodną warstwę na powierzchni komórki, pokrywając całe ciało z wyjątkiem obszaru bezpośrednio otaczającego nasadę wici. Bakterie owe prawdopodobnie wymieniają metabolity z leżącą pod błoną warstwą struktur. Możliwe jest również, że bakterie epibiotyczne stanowią okazjonalnie źródło pożywienia dla symbiontidów.
Wszystkie trzy opisane formalnie gatunki są heterotrofami (odżywiają się wyprodukowanymi przez inny organizm związkami organicznymi; nie posiadają chloroplastów), przypuszczalnie fagotrofami (wchłaniają pokarm do wnętrza komórki poprzez wpuklanie swojej błony komórkowej). Świadczy o tym obecność solidnego aparatu pokarmowego wzmocnionego mikrotubulam i włóknistymi strukturami białkowymi.
Symbiontida mają dwie wici umieszczone w kieszeni (flagellar pocket), znajdującej się w przedniej części komórki. Pod błoną komórkową znajduje się warstwa regularnie powtarzających się struktur przypominających uproszczone mitochondria o zredukowanych grzebieniach mitochondrialnych.